# Arnancourt
Arnancourt je francouzská obec v departementu Haute-Marne v regionu Grand Est. Žije zde 82 obyvatel.

## Geografie
Přes obec protéká řeka řeka Blaise.

### Sousední obce
| Růžice kompasu |                  | Doulevant-le-Château |  | Růžice kompasu |
| Růžice kompasu | Blumeray         | Sever                |  | Růžice kompasu |
| Růžice kompasu | Blumeray         | Arnancourt           |  | Růžice kompasu |
| Růžice kompasu | Blumeray         | Jih                  |  | Růžice kompasu |
| Růžice kompasu | Cirey-sur-Blaise |                      |  | Růžice kompasu |